# 이동항
이동항(伊東港)은 대한민국 부산광역시 기장군 일광읍 이천리에 있는 어항이다. 지방어항으로 지정하여 관리하고 있다. 시설관리자는 기장군수이다.

## 어항 구역
본 항의 어항 구역은 다음과 같다.
- 이천리 솔끝 돌출부와 붉은돌과 연결한 선내수역